# Gaziantepspor
Gaziantepspor was een Turkse professionele voetbalclub uit Gaziantep. De club speelde de thuiswedstrijden in het Gaziantep Kalyon Stadion. Gaziantepspor kende vanwege aanhoudende financiële moeilijkheden een vrije val naar beneden en ging in 2019 failliet.

## Geschiedenis

### Oprichting
Gaziantepspor werd in 1969 door 58 personen opgericht. De club brak echter pas door in 1970, toen Gaziantep voor de eerste keer in de nationale reeksen mocht uitkomen. In 1972 promoveerde de club naar het 1. Lig. Daar bleef Gaziantepspor vijf seizoenen, waarna de club in 1979 naar de hoogste divisie van Turkije promoveerde. De club degradeerde in 1983 naar de tweede divisie. Deze keer bleef Gaziantepspor zeven jaar lang in de Turkse tweede divisie, en promoveerde in 1990 terug naar de Süper Lig waar de club vanaf 1990 een vaste waarde was. Op 16 mei 1992 speelde Gaziantepspor een historische wedstrijd tegen Fenerbahçe. De wedstrijd eindigde in een 8-4-overwinning voor Fenerbahçe. Hiermee vestigden beide clubs een nieuw record in de Süper Lig; nog nooit werd in één wedstrijd zo vaak gescoord.

### 2005-2010
In het seizoen 2005-2006 werd de Italiaanse Walter Zenga aangesteld als coach van de club. Gaziantep eindigde het seizoen op een 11de plaats, en na dit resultaat nam Zenga ontslag. In de Turkse beker bereikte de club de halve finale, maar verloor van Beşiktaş JK, de uiteindelijke bekerwinnaar. In het seizoen 2006-2007 werd Samet Aybaba de nieuwe coach. Gaziantep eindigde het seizoen op de 11de plaats, en in de bekerwedstrijden werd de club uitgeschakeld in de kwartfinale door van Trabzonspor te verliezen met 1-0 en 1-1. In het seizoen 2007-2008 werd de club negende in de competitie, maar in de bekerwedstrijden werd Gaziantepspor meteen in de groepsfases uitgeschakeld. In het seizoen 2008-2009 eindigde de club in de competitie op een 8ste plaats, maar in de bekerwedstrijden werd de club opnieuw in de groepsfases uitgeschakeld. In het seizoen 2009-2010 haalde Gaziantepspor onder leiding van trainer José Couceiro de 11de plaats. Maar in de bekerwedstrijden werd de club uitgeschakeld in de derde ronde.

### 2010-2019
Het seizoen 2010-2011 werd daarentegen wel een goed seizoen voor Gaziantepspor. De club eindigde op een 4de plaats in de competitie, en mocht daardoor spelen in de Europa League. Datzelfde seizoen werd de club ook halvefinalist in de beker, door Galatasaray in de kwartfinale uit te schakelen. In de halve finale verloor Gaziantepspor met 0-3 en 2-2 van Beşiktaş. In het seizoen 2011-2012 werd de club 10de in de competitie en mocht play-offs spelen voor de Spor Toto Cup. In de finale won Gaziantepspor met 3-1 tegen Orduspor en werd zo de bekerwinnaar. In het seizoen 2012-13 eindigde de club op een 10de plaats. In de Turkse beker werd de club pas uitgeschakeld in de 5de ronde. Daar verloor Gaziantepspor uiteindelijk in de verlengingen tegen Sivasspor met 0-1. Aan het eind van het seizoen 2016-17 nam de club na 27 jaar afscheid van het hoogste niveau door als 17de te eindigen. Gaziantepspor kent vanwege aanhoudende financiële moeilijkheden een vrije val naar beneden en was van plan vanaf het seizoen 2019/20 uit te komen in de Bölgesel Amatör Lig. Tijdens het seizoen 2019/2020 ging de club failliet.

## Statistieken

### Eindklasseringen
| 13 |

| 13 |

| 11 |

| 8 |

| 7 |

| 6 |

| 8 |

| 15 |

| 7 |

| 3 |

| 3 |

| 6 |

| 4 |

| 4 |

| 9 |

| 11 |

| 11 |

| 9 |

| 8 |

| 13 |

| 4 |

| 10 |

| 10 |

| 15 |

| 10 |

| 14 |

| 17 |

| 18 |

| 18 |

| Süper Lig |

| 1. Lig |

| 2. Lig |

| Süper Lig |

| 1. Lig |

| 2. Lig |

### Gespeelde divisies
- Süper Lig: 1979–83, 1990–17
- TFF 1. Lig: 1972–79, 1983–90, 2017-2018
- TFF 2. Lig: 1970–72, 2018-2019
- TFF 3. Lig: -
- Bölgesel Amatör Lig: 2019-

## Gaziantepspor in Europa
Uitslagen vanuit gezichtspunt Gaziantepspor
| Seizoen                                                     | Competitie    | Ronde         | Land                 | Club               | Totaalscore | 1e W    | 2e W    | PUC |
| ----------------------------------------------------------- | ------------- | ------------- | -------------------- | ------------------ | ----------- | ------- | ------- | --- |
| 1996                                                        | Intertoto Cup | Groep 10      | Vlag van België      | Lierse SK          | 0-1         | 0-1 (U) |         | 0.0 |
|                                                             |               | Groep 10      | Vlag van Hongarije   | Vasas SC Boedapest | 3-2         | 3-2 (T) |         | 0.0 |
|                                                             |               | Groep 10      | Vlag van Nederland   | FC Groningen       | 1-1         | 1-1 (U) |         | 0.0 |
|                                                             |               | Groep 10 (4e) | Vlag van Estland     | JK Trans Narva     | 0-0         | 0-0 (T) |         | 0.0 |
| 2000/01                                                     | UEFA Cup      | 1R            | Vlag van Spanje      | Deportivo Alavés   | 3-4         | 0-0 (U) | 3-4 (T) | 1.0 |
| 2001/02                                                     | UEFA Cup      | Q             | Vlag van Moldavië    | FC Zimbru Chisinau | 4-1         | 0-0 (U) | 4-1 (T) | 2.5 |
|                                                             |               | 1R            | Vlag van Israël      | Hapoel Tel Aviv FC | 1-2         | 0-1 (U) | 1-1 (T) | 2.5 |
| 2003/04                                                     | UEFA Cup      | 1R            | Vlag van Israël      | Hapoel Tel Aviv FC | 1-0         | 1-0 (T) | 0-0 (U) | 9.0 |
|                                                             |               | 2R            | Vlag van Frankrijk   | RC Lens            | 6-1         | 3-0 (T) | 3-1 (U) | 9.0 |
|                                                             |               | 3R            | Vlag van Italië      | AS Roma            | 1-2         | 1-0 (T) | 0-2 (U) | 9.0 |
| 2011/12                                                     | Europa League | 2Q            | Vlag van Wit-Rusland | FC Minsk           | 5-2         | 1-1 (U) | 4-1 (T) | 2.0 |
|                                                             |               | 3Q            | Vlag van Polen       | Legia Warschau     | 0-1         | 0-1 (T) | 0-0 (U) | 2.0 |
| Totaal aantal behaalde punten voor UEFA coëfficiënten: 14.5 |               |               |                      |                    |             |         |         |     |

### Selectie
Update 22 februarı 2020
| Nr. |                  | Positie | Speler             |
| --- | ---------------- | ------- | ------------------ |
|     | Vlag van Turkije | M       | Adem Koçaslan      |
|     | Vlag van Turkije | M       | Ahmet Olğun        |
|     | Vlag van Turkije | DM      | Furkan Fırat Biçen |
|     | Vlag van Turkije | M       | Mustafa Kılıç      |

## Bekende (ex-)spelers
Turken
- Kemal Aslan
- Ömer Çatkıç
- Muhammet Demir
- Bekir İrtegün
- Ertuğrul Sağlam
- Yusuf Şimşek
- Emre Güngör
- Fatih Tekke
- Ayhan Akman
- Olcan Adın
- Ergün Penbe
- Gökhan Zan
- Ibrahim Toraman
- İbrahim Üzülmez
- Özgürcan Özcan
- Cenk Tosun
- Yalçın Ayhan
- Bekir Ozan
- Sezer Badur
- Oktay Derelioğlu
- Serdar Kurtuluş

Argentijnen
- Ismael Sosa

Belgen
- Nathan Kabasele
- Ferhat Kaya

Bosniërs
- Elvir Bolić
- Kenan Hasagić
- Senijad Ibričić
- Haris Međunjanin

Brazilianen
- Júlio César
- Wágner
- Ivan
- João Batista

Bulgaren
- Ivelin Popov

Ghanezen
- Samuel Johnson
- Yaw Preko

Kameroens
- Dany Nounkeu
- Dorge Kouemaha

Kroaten
- Stjepan Tomas

Litouwers
- Žydrūnas Karčemarskas

Mexicanen
- Antonio de Nigris

Nederlanders
- Bart van Hintum
- Oğuzhan Türk
- Uğur Yıldırım

Oostenrijkers
- Roland Linz

Roemenen
- Giani Stelian Kiriţă

Rwandezen
- Désiré Mbonabucya

Tunesiërs
- Riadh Bouazizi

## Verbonden aan Gaziantepspor

### Voorzitters
| - Beşir Bayram - Ömer Köylüoğlu - Hasan Nehir - Selahattin Öztahtacı - Halit Güleç - Muhittin Göymen - Hayri Tütüncüler - M. Saip Konukoğlu - Ata Aksu - Halil Kırmızı - Ali İhsan Gögüş | - Mehmet Batallı - Bektaş Göçmen - Sadettin Ergün - Selahattin Demirat - Ömer Arpacıoğlu - Ali Şahindal - Abdulkadir Konukoğlu - Ahmet Yılmaz - Celal Doğan - İbrahim Kızıl |

### Trainers
| - Gökdel (1979–81) - Güngördü (1981) - Kaptan (1981) - Berk (1981–82) - Kafkas (1982–83) - Berk (1983) - Vural (1988) - Veselinović (1990–91) - Özberk (1991–92) - Yavuz (1993) - Vural (1993–94) - Özberk (1994–97) - Heylens (1997) - Mitrović (1997–98) - Kalpar (1998–99) - Özberk (1999–00) - Arıca (2000) - Özberk (2000–01) - Aybaba (2001–02) - Mulţescu (2002–03) - Sağlam (2003–05) | - Hadžibegić (2005) - Kalpar (2003–05) - Zenga (2006) - Aybaba (2006–07) - Arıca (2007) - Bakkal (2007–08) - Süral (2008) - Sağlam (2008–09) - Couceiro (2009–10) - Kafkas (2010–11) - Ercan (2011–12) - Karaman (2012–13) - Uygun (2013) - Yalçın (2013-14) - Tam (interim) (2014) - Buruk (2014-15) - Topçu (2015-16) - Kartal (2016) - Tam (interim) (2016) - Üzülmez (2016-17) - Uygun (2017) - Korukır (2017-) |